# 1808 no jornalismo
Nesta página encontrará referências aos acontecimentos directamente relacionados com o jornalismo ocorridos durante o ano de 1808.

## Eventos
- 1 de junho — Início da publicação mensal em Londres, do jornal português "Correio Braziliense ou Armazém Literário, que foi publicado até 1822.[1]
- 10 de setembro — Lançamento da primeira edição do jornal "Gazeta do Rio de Janeiro" impresso no Brasil, tendo sido editado até 1822.[2]

## Nascimentos
| Data            | Nome                              | Profissão                                                    | Nacionalidade  | Observações | Ref |
| --------------- | --------------------------------- | ------------------------------------------------------------ | -------------- | ----------- | --- |
| 18 de fevereiro | António Alves Martins             | professor, enfermeiro, jornalista, político e Bispo de Viseu | Portugal       | m. 1882     |     |
| 18 de julho     | Francisco de Sá Brito             | escritor, magistrado, advogado, jornalista e político        | Brasil Colônia | m. 1875     |     |
| ??              | José Apolinário Pereira de Morais | jornalista                                                   | Brasil Colônia | m. 1833     |     |

## Mortes
| Data | Nome | Profissão | Nacionalidade | Observações | Ref |
| ---- | ---- | --------- | ------------- | ----------- | --- |